# Fabio Mauri
Pour les articles homonymes, voir Mauri.
Fabio Mauri (1926-2009) est un écrivain, dramaturge et plasticien italien.

## Biographie

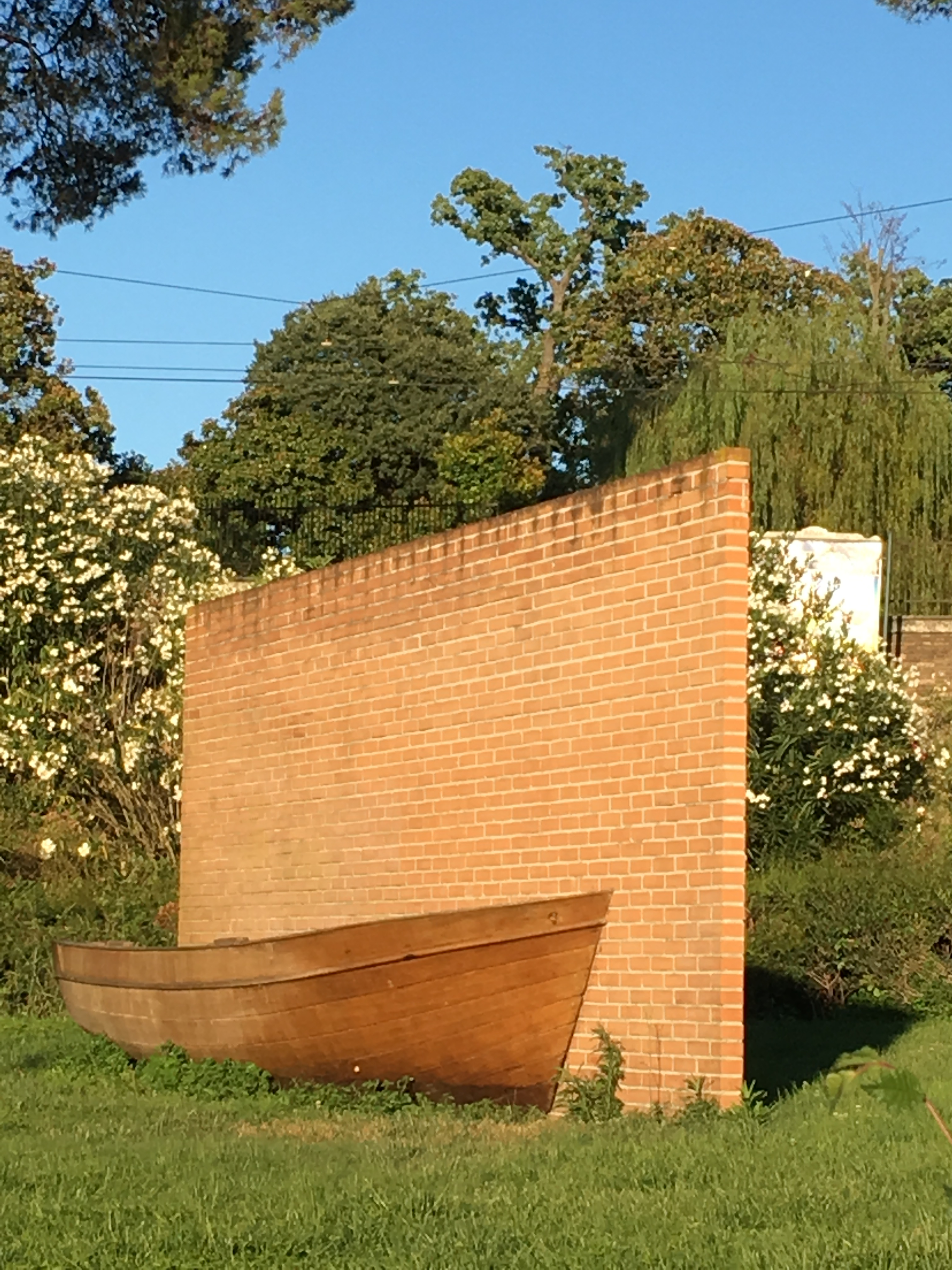
Muro d'Europa/La barca (1979).

Fabio Mauri est le fils d'Umberto Mauri, directeur des éditions Arnoldo Mondadori et de Maria Luisa Bompiani, sœur de l'éditeur Valentino Bompiani. Très lié au milieu de l'édition italienne, il fut un temps président du conseil d'administration des Messaggerie Italiane, dont son père était le propriétaire depuis 1937, et des éditions Garzanti. Aujourd'hui la famille Mauri possède toujours de nombreux intérêts dans l'édition et divers groupes italiens.
En novembre 1942, Fabio Mauri fonde à Bologne, avec Pier Paolo Pasolini et Giovanni Zalcone, une revue intitulée Il Setaccio (« le tamis »), qui prend fin en mai 1943.
En 1954, il débute comme plasticien et expose pour la première fois à Rome en 1955 ; son premier monochrome, Schermi (1957), le range parmi les artistes de l'avant-garde italienne.
En 1962, il commence à publier des pièces de théâtre, dont Il benessere avec Franco Brusati, adaptée la même année à Paris au Théâtre des variétés par Jules Dassin sous le titre Flora.
En 1968, il fonde avec, entre autres, Nanni Balestrini, Edoardo Sanguineti, et Umberto Eco, la revue Quindici.
Dans les années 1970, il développe des installations et des performances ayant une forte connotation politique, avec des œuvres comme Che cosa è il fascismo (1971), Ebrea, Natura e Cultura (1973).
En 1976 il fonde, avec entre autres, Jannis Kounellis, la revue d'art et de critique La Città di Riga.
En 1978, il présente à la Biennale de Venise  I numeri malefici.
En 1994, a lieu une première rétrospective sur son travail à la Galerie nationale d'art moderne et contemporain de Rome, suivie par une autre à la Kunstalle de Klagenfurt en 1997, puis une troisième, en 2003, au studio national Le Fresnoy.

## Rétrospectives posthumes
- 2012 : Fabio Mauri. The End, présentée à la dOCUMENTA (13) (Cassel) et au Palazzo Reale de Milan.
- 2016 : Fabio Mauri, MADRe, Naples.